# Hill City, Kansas
Hill City är administrativ huvudort i Graham County i Kansas. Enligt 2020 års folkräkning hade Hill City 1 518 invånare.